# Humboldtgymnasium Solingen
Das Humboldtgymnasium Solingen wurde im Jahre 1903 gegründet und liegt in Solingen-Wald an der Stadtteilgrenze zu Ohligs. Das in der Sekundarstufe I drei- bis fünfzügige städtische Gymnasium der kreisfreien Stadt Solingen hat mit seinen beiden Sekundarstufen etwa 900 Schüler. Schulleiter ist Alexander Lübeck.

## Geschichte

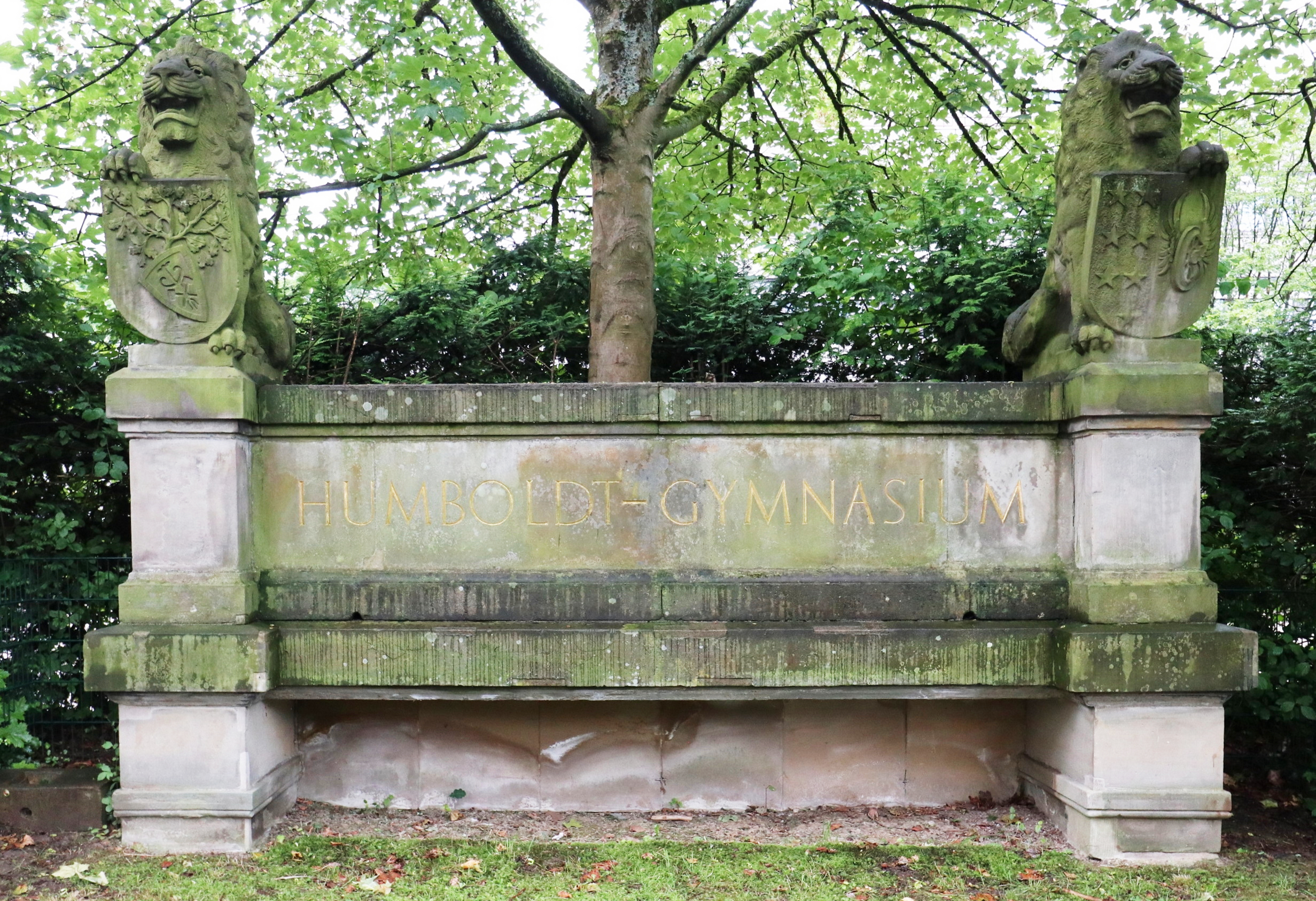
Denkmal des ersten Schulbaus des Humboldtgymnasiums am Zugang zum Schulhof

Dadurch, dass die beiden Städte Ohligs und Wald stark wuchsen und im Jahre 1900 zusammen bereits 40.000 Einwohner zählten, kam schnell der Wunsch auf, die bestehenden höheren Knabenschulen, welche die Klassen VI – UIII (Sexta bis Untertertia) umfassten, zu einer Realschule zusammenzulegen und auszubauen. Der Schultyp wurde gewählt, um dem Bedürfnis der Bevölkerung zu folgen und die von vornherein beabsichtigte spätere Angliederung eines Realgymnasiums zu erleichtern. Im Mai 1902 beschloss der Rat der Stadt Wald die Einrichtung der Schule. Das Gebäude wurde 1904 eingeweiht. Nachdem die erste Schlussprüfung der Realschule 1905 stattgefunden hatte, wurde die Schule ein Jahr später an ein Reformrealprogymnasium angegliedert. So konnte sie 1907 zur Vollanstalt ausgebaut werden und die ersten Abiturienten die Schule im Jahre 1912 verlassen.

## Schüleraustausch-Städte
Die Schule hält eine lange Tradition im Bereich der Schüleraustausche. Bereits in der Klasse 8 haben die Schüler die Möglichkeit, England in einer Familie kennenzulernen, oder für kurze Zeit die Partnerschulen in Frankreich zu besuchen. Seit kurzem erhalten die Schüler neben der traditionellen Fahrt nach Naperville in den USA auch noch das Angebot, Argentinien oder Israel zu besuchen. Es existieren Schüleraustauschprogramme mit den Städten:
- Eastbourne, England
- Naperville, IL, Vereinigte Staaten von Amerika
- Claix (Isère), Frankreich
- Buenos Aires, Argentinien
- Tel Aviv, Israel

## Fächer

### Fremdsprachen
Die Schule bietet ihren Schülern folgende Fremdsprachen als Pflicht- oder Wahlfach an:
- Englisch ab Klasse 5
- Französisch ab Klasse 7 (G9)
- Latein ab Klasse 7 (G9)
- Spanisch ab Klasse 9 und EF (G9)

### Naturwissenschaften
Mit den entsprechend vorhandenen Fachräumlichkeiten gibt es die Möglichkeit, folgende naturwissenschaftliche Fächer zu unterrichten:
- Mathematik
- Physik
- Chemie ab Klasse 7
- Biologie
- Informatik ab Klasse 8

### Gesellschaftswissenschaften
Auch im gesellschaftswissenschaftlichen Bereich wird Unterricht am Gymnasium erteilt:
- Politik oder ab der Sek. II Sozialwissenschaften
- Erziehungswissenschaften ab der Sek. II
- Geschichte
- Erdkunde
- Philosophie
- evangelische und katholische Religionslehre

### Sonstige Fächer
- Kunst
- Sport
- Literatur ab Sek. II
- Musik

## Sonstige Leistungen
Die Schule nimmt regelmäßig an Schülerwettbewerben teil. So sind die Schüler häufig in den Bereichen Wissenschaft (Mathematik-Olympiade, Känguru-Wettbewerb, Jugend forscht), Musik (Jugend musiziert) und Wirtschaft (Planspiel Börse, Deutscher Gründerpreis) erfolgreich. Außerdem können die Schüler seit dem Jahr 2013 auch an der Junior-Wahl teilnehmen. Sportlich ist die Schule mit ihren Schülerteams in Landes- und Bundeswettbewerben vertreten. Die Roboter AG baut und programmiert Roboter und nimmt mit diesen erfolgreich an Wettbewerben teil, unter anderem 2016 und 2017 mit 1. Plätzen im NRW-Finale des Robot-Game beim zdi-Roboterwettbewerb.
Bei den landesweiten Vergleichsarbeiten in den Jahrgangsstufen 8 schnitt die Schule als eines der drei besten Gymnasien in ganz Nordrhein-Westfalen ab.
Der Schulverein des Humboldtgymnasiums in Solingen e. V. wurde bereits am 15. Februar 1949 unter dem Namen „Schulverein Humboldtgymnasium Solingen“ gegründet und unterstützt seitdem die Schüler.
„Die Vereinigung der ehemaligen Schüler des Humboldtgymnasiums Solingen e. V.“, kurz „VeSch“ genannt, organisiert neben Aktivitäten für ehemalige Schüler auch Angebote für aktive Schüler, beispielsweise die Berufsdialoge.

## Bekannte ehemalige Schüler
- Georg Schlößer, Oberbürgermeister, eröffnete 1978 den Neubau der Schule[11]
- Bernd Wilms, Theaterintendant (Abitur 1960)
- Jörg Schönenborn, Chefredakteur des WDR (Abitur 1982)
- Karl Allmenröder, stellvertretender Leiter einer Jagdflugzeugstaffel im Ersten Weltkrieg (Abitur 1914)[12]